# クリミジン
クリミジン (crimidine) は、殺鼠剤に使われる痙攣誘発薬である。

## 合成
以下のように合成される
尿素+アセト酢酸エチル → 2,4-ジヒドロキシ-6-メチルピリミジン
2,4-ジヒドロキシ-6-メチルピリミジン+Cl2 → 2,4-ジクロロ-6-メチルピリミジン
2,4-ジクロロ-6-メチルピリミジン+ジメチルアミン → クリミジン

## 作用機序
ピリドキシンの拮抗薬である。in vitroでの実験では、ピリドキサールキナーゼ・グルタミン酸デカルボキシラーゼ・アセチルコリンエステラーゼなどを阻害することが確認されている。

## 治療
痙攣を抑えるため、ジアゼパムなどの抗痙攣剤を投与する。動物実験では、ピリドキシンの有効性も確認されている。